# Брайант, Крис (бейсболист)
Кристофер Ли Брайант (англ. Kristopher Lee Bryant, 4 января 1992, Лас-Вегас, Невада) — американский бейсболист, игрок третьей базы и аутфилдер клуба Главной лиги бейсбола «Чикаго Кабс». Победитель Мировой серии 2016 года. Трёхкратный участник Матча всех звёзд лиги 2016 года. Обладатель наград Новичку года Национальной лиги по итогам сезона 2015 года, Самому ценному игроку Национальной лиги и Награды Хэнка Аарона в 2016 году.

## Биография

### Ранние годы и начало карьеры
Крис Брайант родился 4 января 1992 года в Лас-Вегасе. Там же он окончил старшую школу Бонанза, играл в составе её бейсбольной команды. По три раза его включали в составы сборной звёзд штата Невада и Юго-Западной конференции. В выпускном 2010 году Брайант отбивал с показателем 48,9 %, выбил 22 хоум-рана и набрал 51 RBI. В том же году на драфте Главной лиги бейсбола он был выбран клубом «Торонто Блю Джейс» в восемнадцатом раунде, но от подписания контракта отказался и принял предложение спортивной стипендии от университета Сан-Диего.
В составе университетской команды «Сан-Диего Торерос» Брайант выступал с 2011 по 2013 год, проведя 172 матча. Он признавался лучшим новичком NCAA, дважды включался в состав символической сборной звёзд сезона по версии журнала Baseball America. В 2013 году он вместе с командой стал победителем плей-офф Конференции Западного побережья и был признан Самым ценным игроком её регулярного чемпионата. По итогам сезона Брайант получил награды лучшему бейсболисту-любителю страны и лучшему игроку студенческого бейсбола. На драфте Главной лиги бейсбола 2013 года он был выбран клубом «Чикаго Кабс» под общим вторым номером. Сумма бонуса игроку при подписании контракта составила 6,71 млн долларов.

### Профессиональная карьера
В сезоне 2014 года Брайант выступал за «Теннесси Смокиз» и «Айову Кабс». Его показатель отбивания по итогам чемпионата составил 32,5 %, он набрал 110 RBI и выбил 43 хоум-рана. В сентябре он был признан Игроком года в младших лигах по версии USA Today. На предсезонных сборах весной 2015 года Брайант был одним из лучших отбивающих «Кабс», но в основной состав клуба его перевели только в середине апреля. Решение клуба было раскритиковано агентом игрока Скоттом Борасом, заявившим, что организация сделала это намеренно, чтобы Брайанту не был засчитан год стажа в Главной лиге бейсбола и он мог получить статус свободного агента на сезон позже. Свой дебютный сезон он завершил с показателем отбивания 27,5 %, выбив 26 хоум-ранов,  набрав 99 RBI и став лучшим среди новичков по основным статистическим показателям. Летом 2015 года Брайант вошёл в число участников Матча всех звёзд. В ноябре его признали Новичком года в Национальной лиге, на первое место его поставили все тридцать голосовавших журналистов.

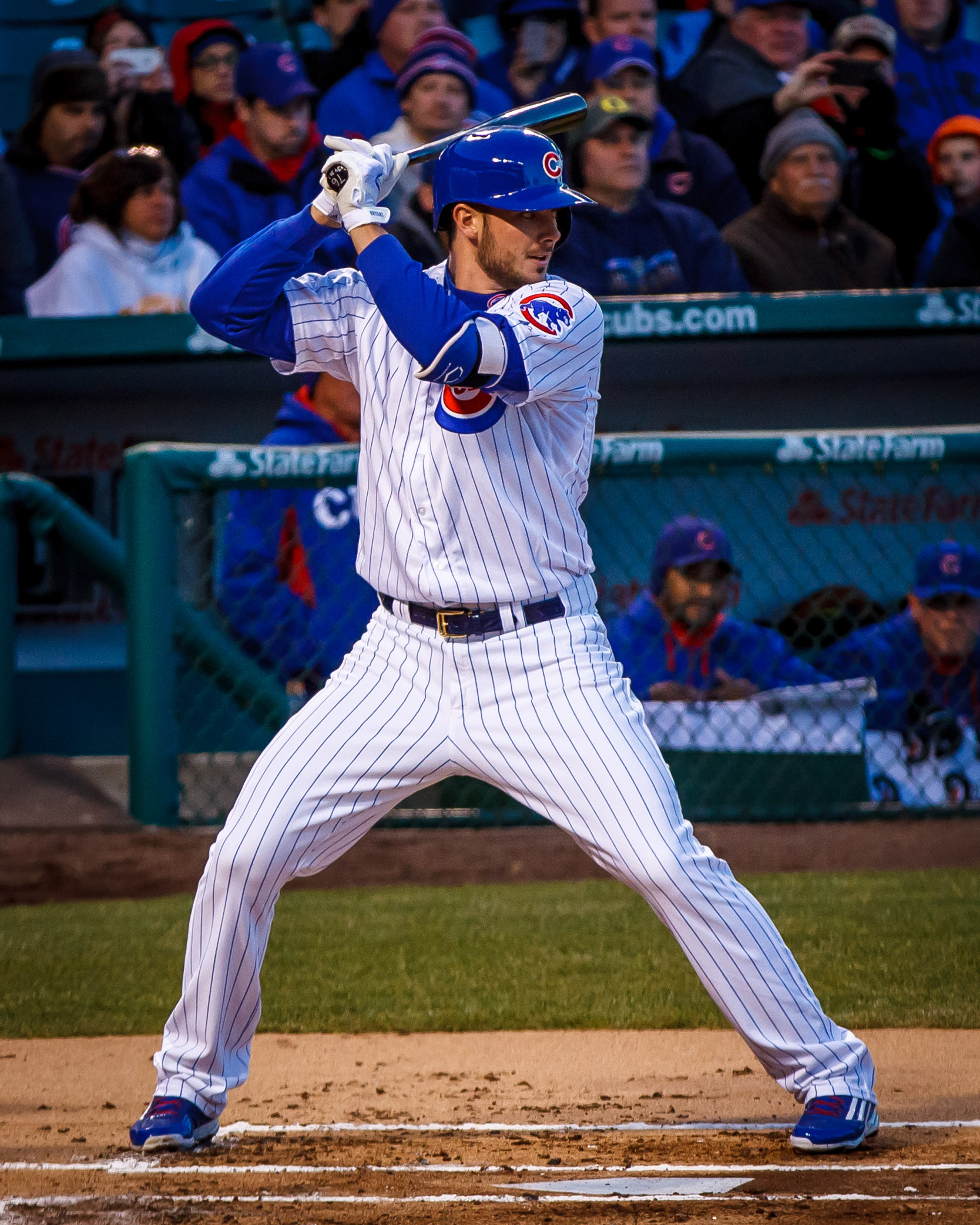
Крис Брайант в игре за «Кабс», апрель 2015 года.

В регулярном чемпионате 2016 года Брайант сыграл 155 матчей, отбивая с эффективностью 29,2 %, выбив 39 хоум-ранов и набрав 102 RBI. Он стал лучшим в Национальной лиге по количеству ранов и показателю полезности WAR. Второй год подряд он вошёл в число участников Матча всех звёзд лиги. «Кабс» завершили сезон победой в Мировой серии, ставшей для команды первой с 1908 года. Брайант был признан Самым ценным игроком Национальной лиги и получил Награду Хэнка Аарона. В 2017 году его атакующая эффективность снизилась. Он установил личный рекорд, выбив 38 даблов, но набрал всего 73 RBI. Ни в одном из месяцев регулярного чемпионата Брайант не выбил больше семи хоум-ранов. Снизился и его показатель надёжности в защите, составивший 94,9 %. В 2018 году он сыграл только 102 матча, пропустив значительную часть сезона из-за травм. Брайант выбил всего 13 хоум-ранов, доля получаемых им страйкаутов была самой высокой с дебютного сезона в лиге.
В 2019 году Брайант сумел вернуться на свой уровень. Он стал лидером «Кабс» по показателю WAR и количеству набранных ранов, выбил 31 хоум-ран. Летом он в третий раз в карьере вошёл в число участников Матча всех звёзд. При этом в последние два месяца регулярного чемпионата Брайант выступал с травмой колена и досрочно завершил сезон, когда команда лишилась шансов на выход в плей-офф. Сокращённый из-за пандемии COVID-19 сезон 2020 года он провёл плохо, отбивая с худшим в карьере показателем 20,6 %. Из-за различных травм он выходил на биту всего 147 раз, тогда как годом ранее этот показатель равнялся 634.